# كاتي تشانغ
كاتي تشانغ (بالإنجليزية: Katie Chang)‏ هي ممثلة أمريكية، ولدت في 1995 بشيكاغو في الولايات المتحدة.

## أعمال

### أفلام
- (2013) حلقة بلينج[6]
- (2015) الضواحي

## وصلات خارجية
- كاتي تشانغ على موقع IMDb (الإنجليزية)
- كاتي تشانغ على موقع ميتاكريتيك (الإنجليزية)
- كاتي تشانغ على موقع روتن توميتوز (الإنجليزية)
- كاتي تشانغ على موقع أول موفي (الإنجليزية)
- كاتي تشانغ على موقع قاعدة بيانات الفيلم (الإنجليزية)